# Omar Candia Aguilar
Omar Julio Candia Aguilar (Arequipa, 27 de mayo de 1980) es un político y abogado peruano. Fue alcalde del distrito de Distrito de Alto Selva Alegre entre 2011 al 2018 y desde 2019 es alcalde provincial de Arequipa. Omar Candia nació en Arequipa, Perú, hizo sus estudios universitarios de Derecho en la Universidad Nacional de San Agustín.
Fue elegido alcalde del distrito de Alto Selva Alegre en las elecciones municipales 2010 para el periodo 2011-2014 y fue reelegido para el periodo 2015-2018. En 2018 postuló a las elecciones municipales para la alcaldía de Arequipa por el movimiento regional Arequipa Renace siendo elegido alcalde para el periodo 2019-2022.

## Controversias
El 18 de noviembre de 2022, la Sala Penal de Apelaciones ratificó la sentencia de seis años de prisión impuesta al exburgomaestre provincial de Arequipa. La sentencia se derivó del caso relacionado con la adquisición de cámaras de seguridad durante su mandato como alcalde del distrito de Alto Selva Alegre. Posteriormente, en 2024, Candia Aguilar fue absuelto, mientras que otros funcionarios involucrados fueron condenados.
En 2024, la Contraloría General de la República emitió un informe destacando deficiencias en la implementación de ciclovías en avenidas de la ciudad. Particularmente, se identificó una definición inadecuada del trazado y una intervención insuficiente en calles del casco histórico y zona monumental. Previamente, antes de la finalización del periodo de gobierno municipal, la alcaldía reconoció este error y optó por suspender el mantenimiento de la red de ciclovías existente en la ciudad.